# Scraptia australis
Scraptia australis es una especie de coleóptero de la familia Scraptiidae.

## Distribución geográfica
Habita en Tasmania (Australia).